# Generalkonferenz für Maß und Gewicht
Die internationale Generalkonferenz für Maß und Gewicht (vom französischen: Conférence Générale des Poids et Mesures; kurz: CGPM) ist die Konferenz der Bevollmächtigten der Mitgliedsstaaten der Meterkonvention. Sie ist beschlussfassendes Organ der Meterkonvention und tagt regelmäßig am Sitz des Internationalen Büros für Maß und Gewicht (BIPM) im Pariser Vorort Sèvres. Auf ihr werden Resolutionen zu grundlegenden Fragen betreffend die Meterkonvention und das metrische Einheitensystem bzw. seit 1960 das internationale Einheitensystem (SI) verabschiedet. Sitzungsberichte und Resolutionen werden vom Internationalen Büro veröffentlicht. Daneben wählt die Generalkonferenz die 18 Mitglieder des Internationalen Komitees für Maß und Gewicht (CIPM).
Die Konvention sieht ein Zusammentreten im Abstand von höchstens sechs Jahren vor, sie wird vom Internationalen Komitee einberufen, den Vorsitz führt der Präsident der Französischen Akademie der Wissenschaften. Deutschland, Österreich und die Schweiz gehören der Generalkonferenz als Erstunterzeichner der Konvention seit dem ersten Zusammentritt 1889 an. Seit 1960 findet die Konferenz alle vier (oder drei) Jahre statt. Stand August 2024 sind 64 Staaten (Voll-)Mitglieder der Meterkonvention, weitere 36 assoziierte Staaten und Volkswirtschaften sind nicht Mitglieder der Generalkonferenz.

## Chronologie der Konferenzen
| Nr. | Jahr | Wichtige Beschlüsse |
| --- | ---- | --- |
| 01  | 1889 | Die vom Internationalen Komitee ausgewählten Prototypen für Kilogramm und Meter werden bestätigt. |
| 02  | 1895 | Keine Resolutionen |
| 03  | 1901 | Volumeneinheit für Präzisionsmessungen soll der Liter sein, nun definiert als das Volumen von 1 kg reinen Wassers maximaler Dichte bei normalem atmosphärischem Druck. Klarstellung: Das Kilogramm ist eine Einheit der Masse, nicht des Gewichts. Der Vorschlag, zusätzlich das Gewicht des Kilogrammprototyps als Einheit für die Gewichtskraft zu verwenden, wird verworfen. Die Normfallbeschleunigung wird festgelegt. |
| 04  | 1907 | Metrisches Karat = 200 mg übernommen |
| 05  | 1913 | Internationale Temperatureinheit vorgeschlagen |
| 06  | 1921 | Der Vertragstext der Meterkonvention wird geändert. Erweiterung der Zuständigkeit des BIPM auf die elektromagnetischen Einheiten und auf physikalische Konstanten |
| 07  | 1927 | Das Beratende Komitee für Elektrizität (CCE) wird – als erstes Beratendes Komitee – gegründet. Kleine Änderungen an der Definition des Meters |
| 08  | 1933 | Die separat definierten „internationalen“ Einheiten Vint, Aint, Ωint werden durch die „absoluten“ Einheiten des elektromagnetischen Einheitensystems ersetzt. Die Umrechnungsfaktoren sollen bis 1935 festgelegt werden. |
| 09  | 1948 | Endgültige Übernahme der „absoluten“ elektrischen Einheiten, Definition von Joule und Watt als MKS-Einheiten. Festlegung der Einheitennamen „Newton“ und „Grad Celsius“. Alleinige Einheitenzeichen „st“ für den Ster und „s“ für die Sekunde; „l“ (kleines L) als Zeichen für Liter. Schreibweise von Zahlen und Einheitenzeichen. Dezimalkomma und ‑punkt sind erlaubt. Nicht angenommen wird der Vorschlag, international einheitlich zur langen Skala für die Bezeichnung von Zehnerpotenzen größer als eine Million zurückzukehren. Das CIPM wird beauftragt, Empfehlungen für die Aufstellung eines einzigen praktischen Einheitensystems auszuarbeiten. |
| 10  | 1954 | Standard-Atmosphärendruck festgelegt. Ein im internationalen Verkehr anzuwendendes praktisches Einheitensystem soll auf sechs Basiseinheiten beruhen: Meter, Kilogramm, Sekunde, Ampere, Grad Kelvin und Candela. |
| 11  | 1960 | Der Meter wird über die Wellenlänge von Licht definiert. Die neue Definition der Sekunde über das tropische Jahr (Beschluss des CIPM von 1956) wird ratifiziert. Die Einheiten Hertz, Lumen, Lux und Tesla werden übernommen. Dem neuen metrischen System wird das Symbol SI für Système International d’Unités gegeben. Die Einheitenvorsätze Mikro-, Nano-, Piko-, Mega-, Giga- und Tera- werden bestätigt. |
| 12  | 1964 | Ursprüngliche Definition, 1 Liter = 1 dm³, wiederhergestellt; neue SI-Präfixe Femto- und Atto- |
| 13  | 1967 | Grad Kelvin wird in Kelvin umbenannt. Die Sekunde wird über Strahlung des Caesium-133-Atoms definiert („Atomsekunde“). |
| 14  | 1971 | Das Mol wird als siebte SI-Basiseinheit eingeführt; neue Einheitennamen Pascal (Pa) und Siemens (S) |
| 15  | 1975 | Neue SI-Präfixe Peta- und Exa-; neue Einheitennamen Becquerel (Bq) und Gray (Gy) |
| 16  | 1979 | Die Candela wird neu definiert und an das Watt gekoppelt. Neuer Einheitenname Sievert (Sv). Ausnahmeregelung für die Einheit Liter: neben dem Einheitenzeichen l ist auch L zulässig. |
| 17  | 1983 | Der Meter wird neu definiert, indem die Lichtgeschwindigkeit einen festen Wert erhält. |
| 18  | 1987 | Die Realisierung von Volt und Ohm (V90 und Ω90) soll über konventionelle Werte für die Josephson-Konstante und die Von-Klitzing-Konstante geschehen. |
| 19  | 1991 | Neue SI-Präfixe Zepto-, Yokto-, Zetta- und Yotta- |
| 20  | 1995 | Die „ergänzenden“ SI-Einheiten Radiant und Steradiant werden zu abgeleiteten Einheiten erklärt. |
| 21  | 1999 | Das Katal (kat) wird als erste „chemische“ abgeleitete Einheit mit besonderem Namen aufgenommen. |
| 22  | 2003 | Komma und Punkt in Zeilenhöhe werden als Dezimaltrennzeichen bestätigt; sie dürfen nicht zur Gliederung von Ziffernfolgen verwendet werden. |
| 23  | 2007 | Festlegung der Isotopenzusammensetzung des Wassers für die Definition des Kelvins |
| 24  | 2011 | Vorstellung der geplanten (2018 beschlossenen) Reform |
| 25  | 2014 | Keine Resolutionen zu Maßen |
| 26  | 2018 | Revision des Einheitensystems mit Wirkung vom 20. Mai 2019: Alle Einheiten werden auf Naturkonstanten zurückgeführt. Avogadro-Konstante, Boltzmann-Konstante, Elementarladung und Planck-Konstante erhalten feste Werte. |
| 27  | 2022 | Neue SI-Präfixe Ronto-, Quekto-, Ronna- und Quetta-. Die Sekunde soll mittelfristig eine neue Definition erhalten; Schaltsekunden sollen ab 2035 ausgesetzt werden. |